# Stazione di Serocca
La stazione di Serocca è una stazione ferroviaria della linea Lugano-Ponte Tresaa servizio di Serocca, frazione del comune di Agno.

## Storia

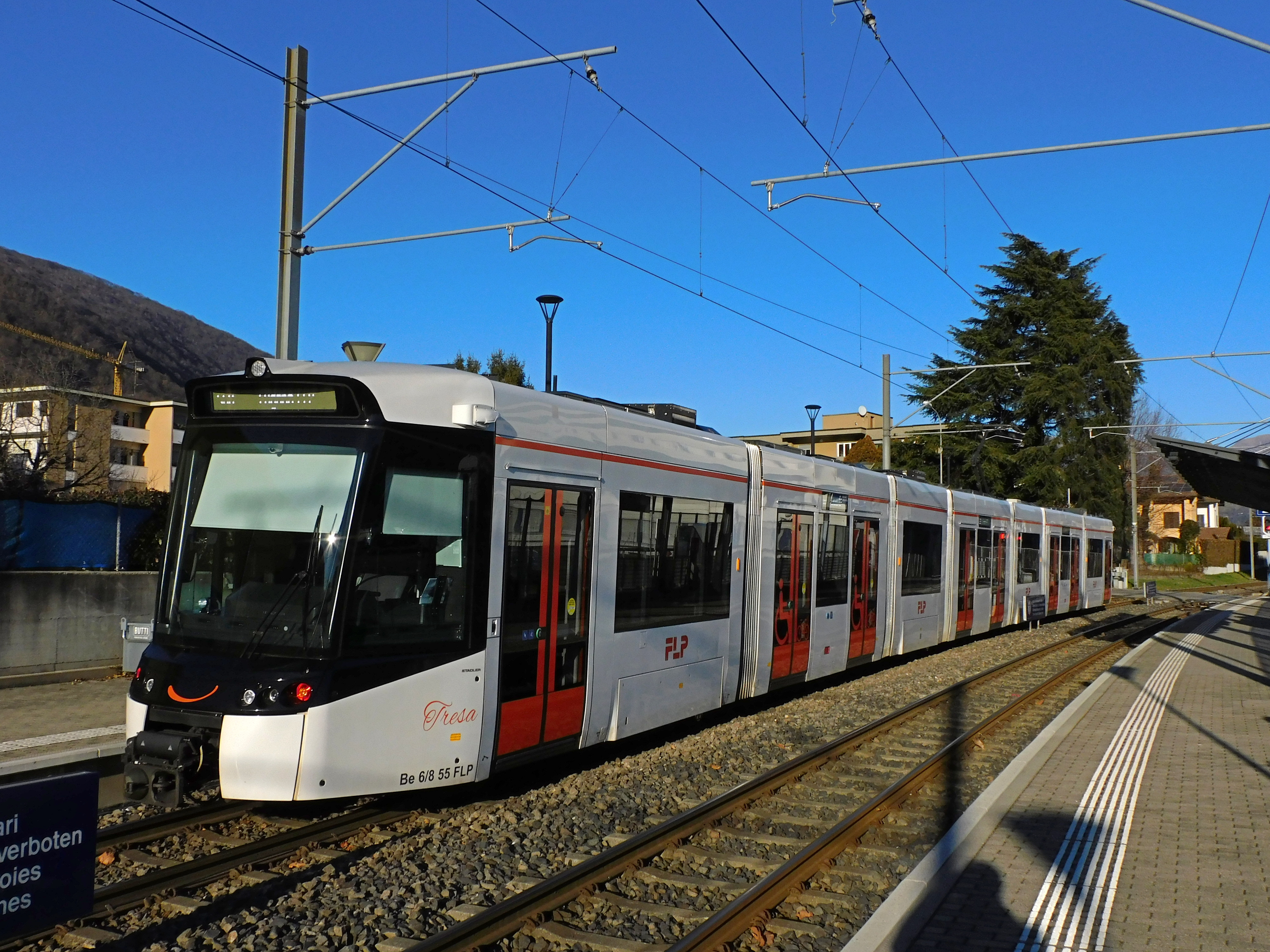
Il Be 6/8 nr. 55 in sosta presso la stazione

L'impianto fu attivato successivamente all'apertura della linea ferroviaria. Risulta in funzione già nel 1974.
Nel 1995 fu inserita in un piano di potenziamento che aveva l'obiettivo di trasformarla da fermata a stazione con parcheggio di interscambio.
La stazione fu coinvolta nei lavori di potenziamento infrastrutturale per introdurre un servizio con frequenza di quindici minuti su tutta la linea: nell'autunno 2005 furono aperti i cantieri per il prolungamento del raddoppio di binario proveniente da Bioggio. I lavori si conclusero nell'autunno del 2007.

## Strutture e impianti
Il piazzale è composto da due binari, entrambi serviti da marciapiede con accesso dal vicino passaggio a livello di via Ginnasio.

## Movimento
La stazione è servita dai treni della linea S60 della rete celere ticinese, cadenzati con frequenza di quindici minuti nei giorni feriali e semioraria in quelli festivi.

## Servizi
- Biglietteria automatica